# Marguerite Typ BO 5
Der Marguerite Typ BO 5 war ein sportlicher Personenwagen.

## Hersteller und Bauzeit
Das französische Unternehmen Société A. Marguerite aus Courbevoie begann etwa 1922 mit der Produktion von Automobilen. Der Marguerite Typ BO 5 war das zweite Modell des Herstellers. Die Produktion fand ab etwa 1923 statt und endete etwa 1926. Zur gleichen Zeit entstanden die Modelle Typ B, Typ BO und Typ BO 7.

## Fahrzeug
Beim Fahrgestell handelte es sich um ein konventionelles Fahrgestell mit Frontmotor und Hinterradantrieb. Für den Antrieb sorgte ein Vierzylinder-Einbaumotor von Chapuis-Dornier mit 1095 cm³ Hubraum und OHV-Ventilsteuerung. Die Fahrzeuge entstanden in der Karosseriebauform offener Tourenwagen und als geschlossene Limousinen.

## Nachfolger
Nachfolger wurde der Marguerite Typ BO 2.

## Lieferung des Fahrgestells an andere Unternehmen
- Automobiles Induco bezog Fahrgestelle dieses Modells, komplettierte die Fahrgestelle mit eigenen Innenausstattungen und eigenen Karosserien und bot diese Fahrzeuge unter dem Markennamen Induco an.
- Automobiles M.S. bezog Fahrgestelle dieses Modells, komplettierte die Fahrgestelle zu kompletten Autos und bot diese Fahrzeuge unter dem Markennamen M.S. an.